# Szabó Gergely (politikus)
Szabó Gergely (Kisújszállás, 1921. szeptember 2. – Budapest, 2000. december 6.) vegyészmérnök, politikus, vegyipari miniszter.

## Élete
Paraszti családban született. A József Nádor Műszaki és Gazdaságtudományi Egyetemen a Bolyai Népi Kollégium (1941–1942), illetve a Győrffy István Népi Kollégium tagjaként (1942–1946) folytatott tanulmányokat, 1946-ban vegyészmérnöki oklevelet szerzett.
1945-ben szülőhelyén polgármesteri titkár, majd a MADISZ szervezési osztályán dolgozott. 1945-ben lett a Magyar Kommunista Párt tagja, három hónapos pártiskolát végzett. A Népi Kollégiumok Országos Szövetsége főtitkára 1946–1948-ban. 1947-től másfél évig a moszkvai Mengyelejev Kémiai Technológián ösztöndíjasként dolgozott, majd tanulmányait megszakítva hazajött. Rövid ideig a Chinoin Gyár vegyésze volt, majd 1949. szeptembertől a Szervetlen Vegyipari Központban osztályvezető. Onnan került a Nehézvegyipari Központba, ahol vezérigazgató-helyettes lett. 1951-től a Bánya- és Energiaügyi Minisztérium Szerves Vegyipari Főosztály műszaki osztályvezetője, majd 1951. augusztusban kinevezték a vegyipari osztály főosztályvezetőjévé.
1952. december 6-án vegyipari miniszterré, 1953. július 4-én nehézipari miniszterré nevezték ki. 1954. október 9-én lett vegyipari és energiaügyi miniszter-helyettes, majd 1955. január 21-én a Minisztertanács titkárságvezetője. 1956. július 30-ától a Hegedüs-, illetve a második Nagy Imre-kormányban az ismét önállósult vegyipari tárca vezetője 1956. október 31-ig. Az MDP Központi Vezetőség póttagjává 1954. május 30-án választották meg. A KV Ipari és Közlekedési Osztály vezetője 1955. áprilistól 1956. augusztusig volt.
1957. márciusban kizárták az MSZMP-ből, kérésére az 1960-as évek elején vették vissza. Szakmájában helyezkedett el, a Petrolkémiai Beruházási Vállalat igazgatójaként, 1966–1977-ben jelentős szerepet játszott Leninváros vegyipari létesítményei létrehozásában.

### Kutatható iratanyaga
Minisztertanácsi titkárságvezetői működési időszakából (pontosabban az 1955-ös évből) 0,48 iratfolyóméternyi (4 doboznyi), maradandó értékűnek minősített iratanyaga került az Országos Levéltár, mai nevén Magyar Nemzeti Levéltár Országos Levéltára őrizetébe, ahol az a XIX-A-2-a törzsszámon kutatható.

## Tagságai
- 1953-1958 között a Magyar Kémikusok Egyesületének elnöke.[3]

## Díjai
- Állami díj (1975)[4]